# Jimmy Ekho
Jimmy Ekho (auch Jamie Tiglik; * 26. April 1960 in Iqaluit; † 10. Juni 2008 ebenda) war ein Inuit-Künstler, der auch als Arctic Elvis aufgetreten ist.
Ekho wurde in Iqaluit in Kanada geboren und bekam im Alter von fünf Jahren seine erste Gitarre.
Später ist er als Arctic Elvis aufgetreten und hat im Stil von Elvis Presley gesungen, aber meistens in seiner Muttersprache Inuktitut.
Lieder von Presley hat er meist gar nicht gesungen. Bei seinen Auftritten hatte er stets einen Anzug aus Seehundfell an. Auch bei dem Festival Folk on the Rocks, einem Musikfestival in der Stadt Yellowknife in Kanada, trat er auf. Er hat eine CD eingespielt, die in kleiner Auflage veröffentlicht wurde. Später arbeitete er im Nunatta Sunakkutanngit Museum mit historischer und archäologischer Sammlung in Iqaluit. Am 10. Juni 2008 starb er an Lungenversagen.